# 基于组件的软件工程

用UML 2.0表示的二個組件。checkout組件負責處理客戶的訂單，需求card processing組件在客戶的信用卡或簽帳卡上請款（後者的組件需提供此一機能）

基于组件的软件工程（Component-based software engineering，简称CBSE）或基于组件的开发（Component-Based Development，简称CBD）是針對系統的廣泛功能，進行关注点分离的軟體工程方式。此方式是以復用為基礎的作法，定義、實現許多鬆耦合的獨立组件（Component），再將組件組合成為系統。此作法的目的是希望在軟體本身的短期益處以及開發軟體組織的長期益處之間取得平衡。
软件工程師會將组件視為是服務導向的啟始平台。例如在Web服务以及面向服务的体系结构（SOA）中，组件可以透過Web服务轉變為服務，而且本身就會有許多原來组件不會有的特性。
组件可以產生或是消費事件，也可以用在事件驅動架構 (EDA）中。